# Sinergistets
Els sinergistets (Synergistetes) són un filum de bacteris. Els seus membres són anaerobis obligats, gramnegatius i amb forma de bacil. Espècies d'aquest fílum tenen un paper en les malalties periodontals, les infeccions gastrointestinals i infeccions de teixits tous.